# Andrei Burcă
Andrei Burcă (Bacău, 15 de abril de 1993) es un futbolista rumano que juega en la demarcación de defensa para el Yunnan Yukun F. C. de la Superliga de China.

## Selección nacional
Hizo su debut con la selección de fútbol de Rumania el 7 de septiembre de 2020 en un partido de la Liga de Naciones de la UEFA contra Austria que finalizó con un resultado de 2-3 a favor del combinado rumano tras los goles de Christoph Baumgartner y Karim Onisiwo para Austria, y de Denis Alibec, Dragoș Grigore y Alexandru Maxim para Rumania.

### Participaciones en Eurocopas
| Copa          | Sede     | Resultado        | Partidos | Goles |
| ------------- | -------- | ---------------- | -------- | ----- |
| Eurocopa 2024 | Alemania | Octavos de final | 4        | 0     |

## Clubes
| Club               | País           | Año       | Partidos | Goles |
| ------------------ | -------------- | --------- | -------- | ----- |
| CS Aerostar Bacău  | Rumania        | 2010-2013 | 86       | 7     |
| ACS Gauss Bacău    | Rumania        | 2013-2016 | 73       | 4     |
| F. C. Botoșani     | Rumania        | 2016-2019 | 112      | 4     |
| CFR Cluj           | Rumania        | 2019-2023 | 163      | 8     |
| Al-Okhdood Club    | Arabia Saudita | 2023-2024 | 29       | 6     |
| Baniyas Club       | EAU            | 2024-2025 | 29       | 1     |
| Yunnan Yukun F. C. | China          | 2025-     |          |       |

## Palmarés

### Títulos nacionales
| Título               | Club     | País    | Año  |
| -------------------- | -------- | ------- | ---- |
| Liga I               | CFR Cluj | Rumania | 2020 |
| Supercopa de Rumania | CFR Cluj | Rumania | 2020 |
| Liga I               | CFR Cluj | Rumania | 2021 |
| Liga I               | CFR Cluj | Rumania | 2022 |